# Ekpoma
 (avril 2022).
- Si vous ne connaissez pas le sujet, laissez ce bandeau (vous pouvez alors contacter les auteurs).
- Si vous supprimez le contenu mis en cause (vous pouvez préalablement contacter les auteurs),

argumentez précisément cette suppression dans la page de discussion
(un manque de référence n'est pas un argument ; une recherche réelle de référence doit avoir été effectuée, être formellement documentée).

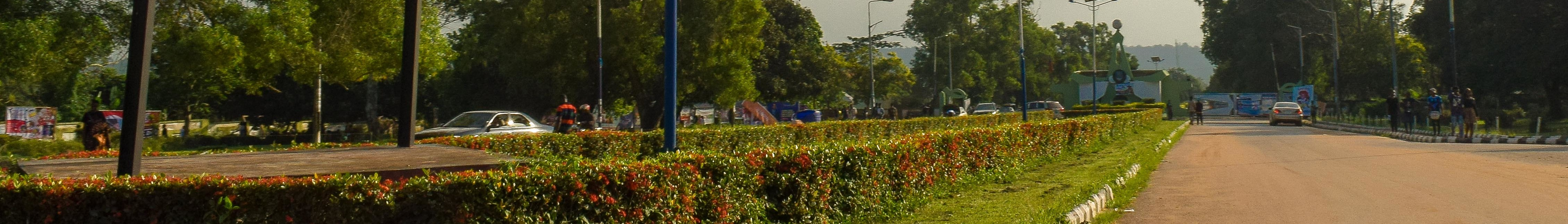
Ekpoma banner Ambrose Alli University

Ekpoma est une ville de l'État d'Edo au Nigeria. C'est le siège administratif de la zone de gouvernement local d'Esan West. Ekpoma se trouve sur les coordonnées géographiques de latitude 6°45′N 6°08′E.  La ville possède un bureau de poste officiel et abrite l'Université Ambrose-Alli. Actuellement, la ville d'Ekpoma se développe avec de grandes infrastructures, des hôpitaux, des écoles, des restaurants modernes et des routes. La ville est également sécurisée.

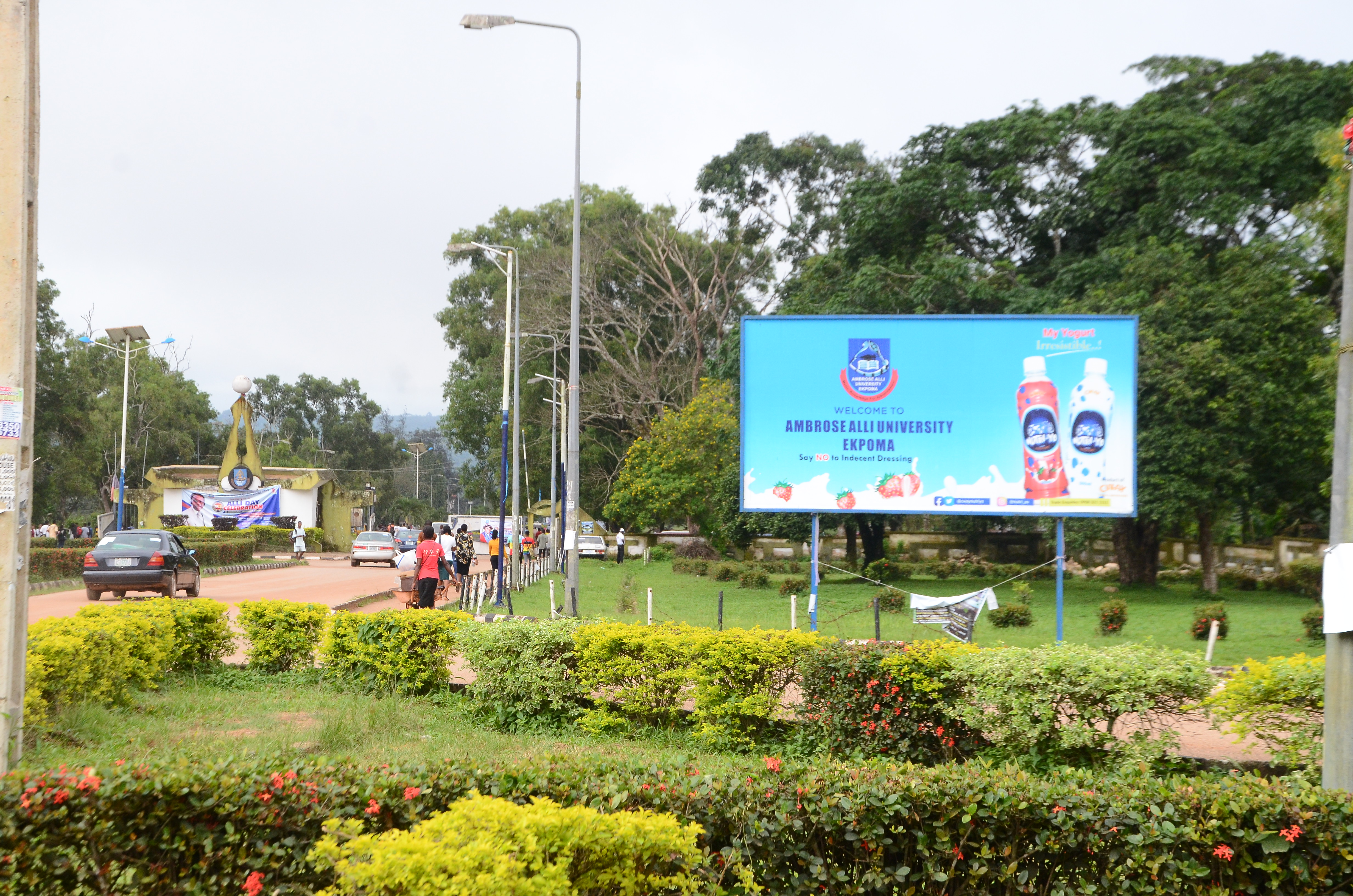
Ambrose Alli University Main Entrance

## Population
Ekpoma a une population de plus de 290 000 habitants. Elle a une population masculine adulte de plus de 90 000 personnes et une population féminine adulte de plus de 80 000 personnes. Il est politiquement divisé en 10 quartiers et occupe une masse terrestre de 502 km2 (194 sq mi). Ekpoma et Uromi sont les principales villes du peuple Esan. C'est devenu un centre de rassemblement pendant des années ; les habitants Esan d'autres villes ont toujours élu domicile à Ekpoma et Uromi.  L'Université Ambrose Alli est située à Ekpoma.

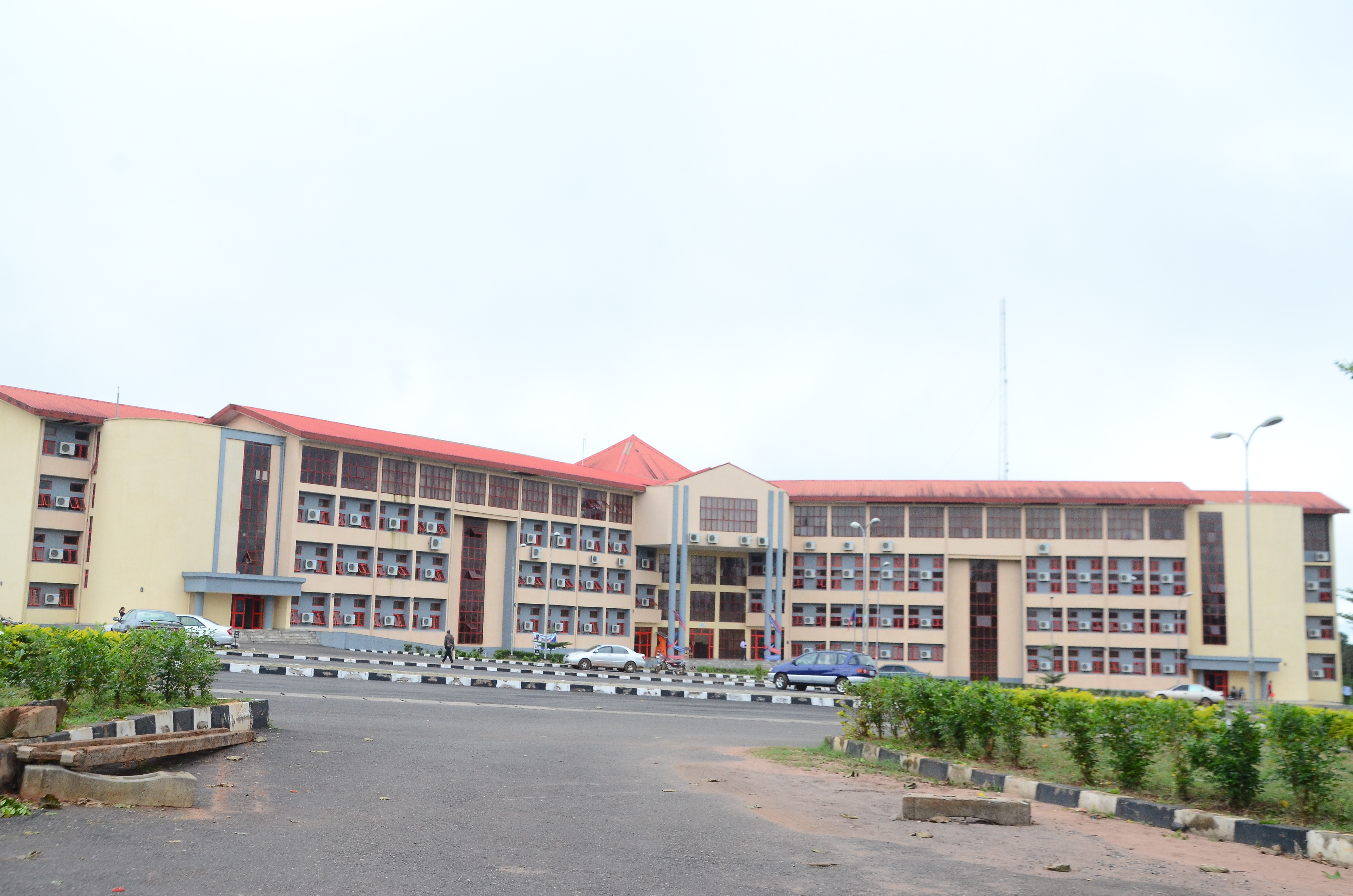
Ambrose Alli University Senate Building

## Habitants
Les habitants sont principalement de la tribu Esan et sont principalement des membres du personnel académique et non académique de l'Université Ambrose-Alli, des propriétaires de petites et moyennes entreprises (PME), des agriculteurs de subsistance et d'autres qui comprennent la fonction publique, le commerce, les transports et les étudiants de l'Université.
Le chef de la ville est connu sous le nom d'« Onojie ». Cette position est héréditaire dans laquelle un fils succède à son père. Le palais Onojie se trouve dans un environnement nommé Eguare. Le conseil du village comprend ohe Edion, également connu sous le nom des Anciens, dirigé par la plupart des Anciens de la communauté connue sous le nom d'Odionwele. Les Edion sont chargées de juger les affaires et de régler les différends dans la communauté. Des messages ou des informations sont transmis de l'Onojie à travers l'Okhaimon à l'Odionwele qui convoquera une réunion d'anciens afin de discuter des questions en cours.

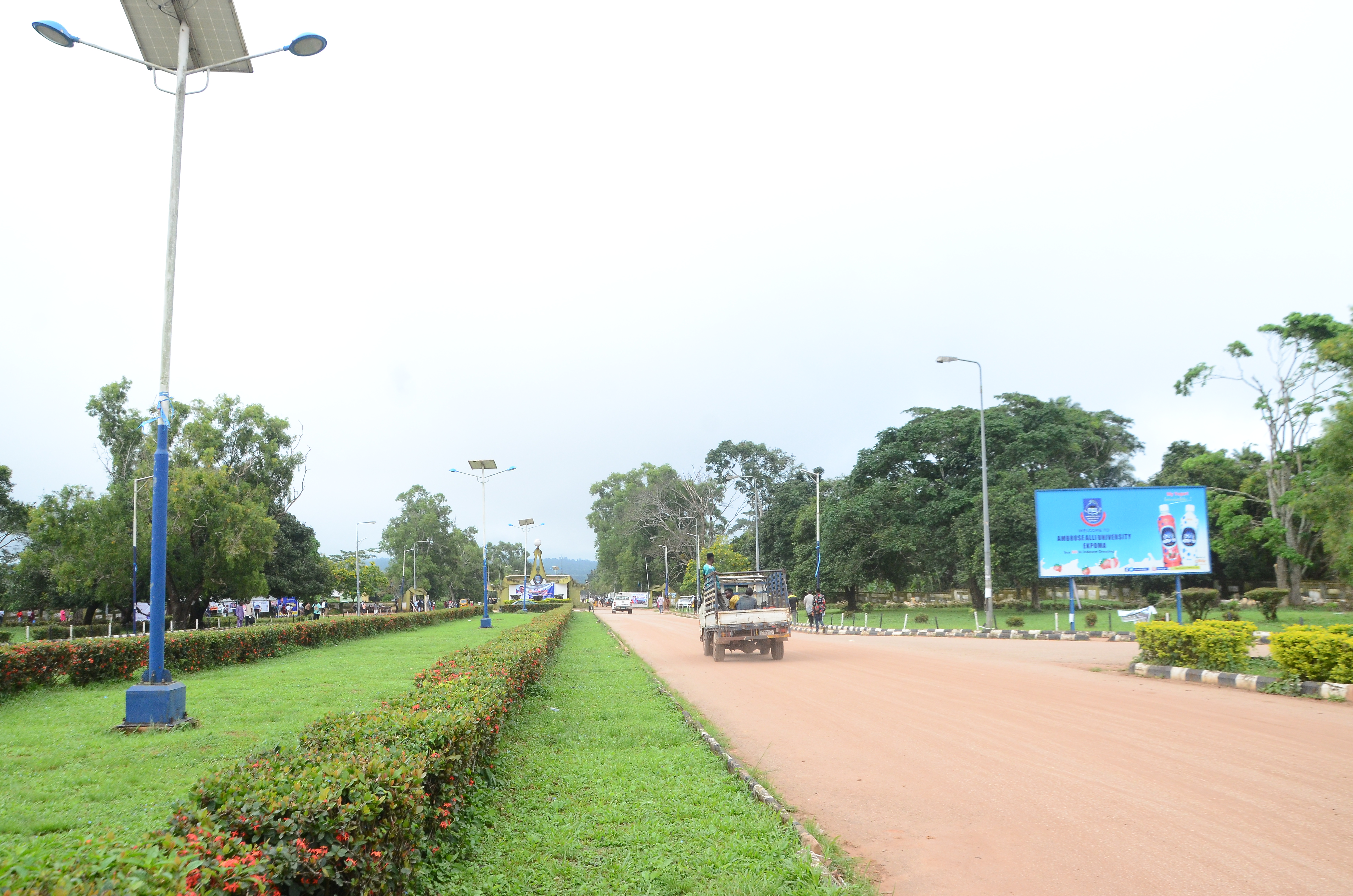
Ambrose Alli University Front view

## Santé
La communauté bénéficie d'un mélange de médecine traditionnelle et orthodoxe, avec la présence de deux hôpitaux généraux, de certains hôpitaux privés et de centres de santé publics, et est également étroitement liée à l'hôpital universitaire spécialisé d'Irrua, où de nombreux habitants visitent  pour recevoir des soins de santé. Les rebouteux traditionnels, les accoucheuses traditionnelles et les guérisseurs à base de plante comprend des agents de vulgarisation sanitaire communautaire, des infirmières, des infirmières auxiliaires et des médecins. Les services offerts dans ces centres comprennent l'éducation à la santé, la vaccination, les conseils en matière de planification familiale, le traitement des affections mineures et les premiers secours, les références et les soins prénataux.

## Chefferie
Le chef de la ville est Onojie. Cette position est héréditaire, de père en fils.

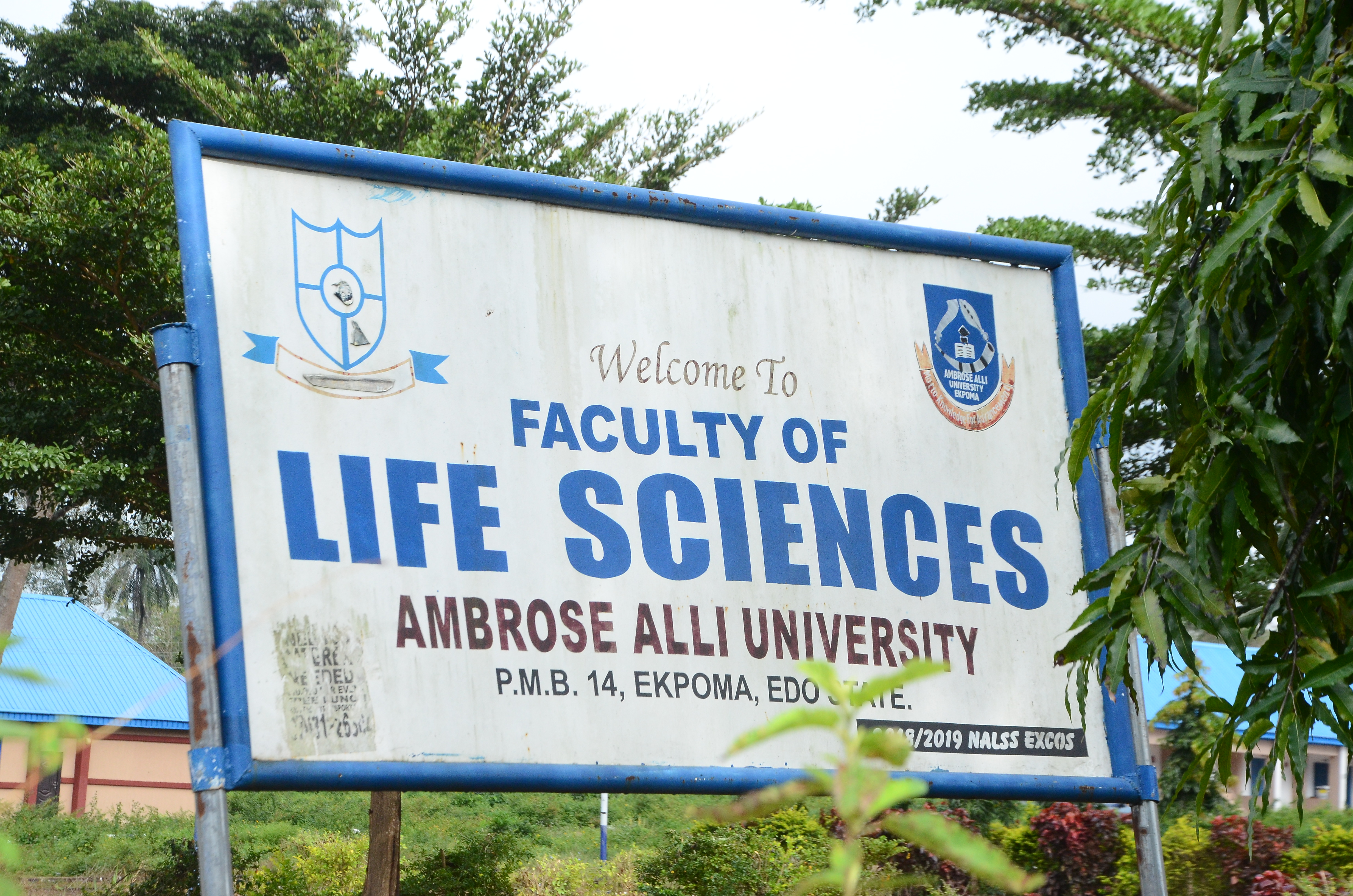
Ambrose Alli University Faculty of Life Science Sign Post